# Wesley (Południowa Afryka)
Wesley – miejscowość w Południowej Afryce, w prowincji Przylądkowej Wschodniej. Znajduje się w gminie Ngqushwa w dystrykcie Amatole. Leży w pobliżu wybrzeża Oceanu Indyjskiego, około 60 km na południowy zachód od miasta East London. Wesley zajmuje powierzchnię 2,21 km². Według spisu ludność przeprowadzonego w 2011 znajdowało się tu 505 gospodarstw domowych i zamieszkiwało 1634 osób, spośród których 99,94% to czarni Afrykanie, a 97,61% posługiwało się językiem xhosa.
Miejscowość została złożona w 1823 przez Williama Shawa z Wesleyan Missionary Society i nazwana prawdopodobnie na cześć Johna Wesleya.